# Frederiksberg Sogn
Frederiksberg Sogn 

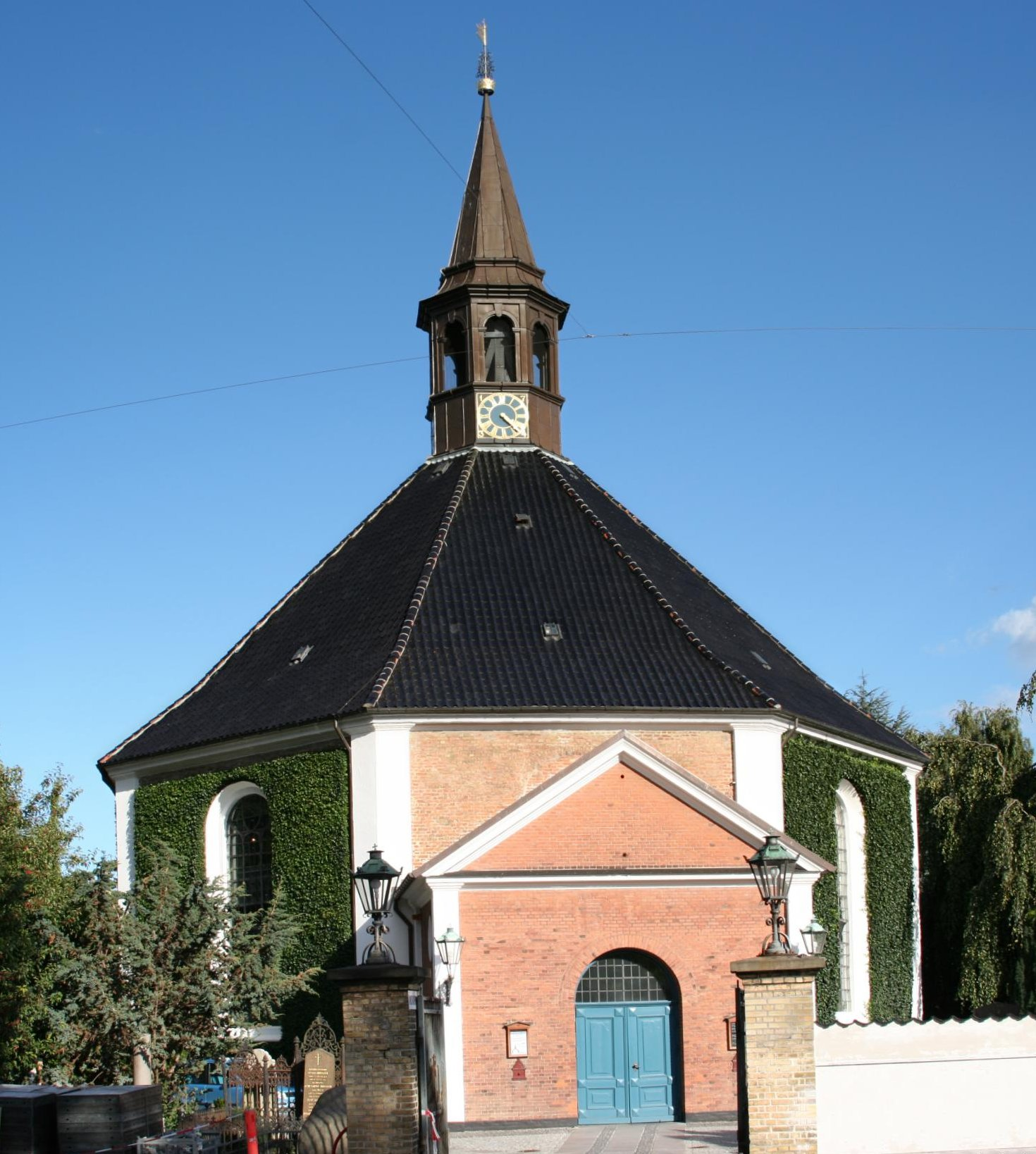
Frederiksberg Kirke

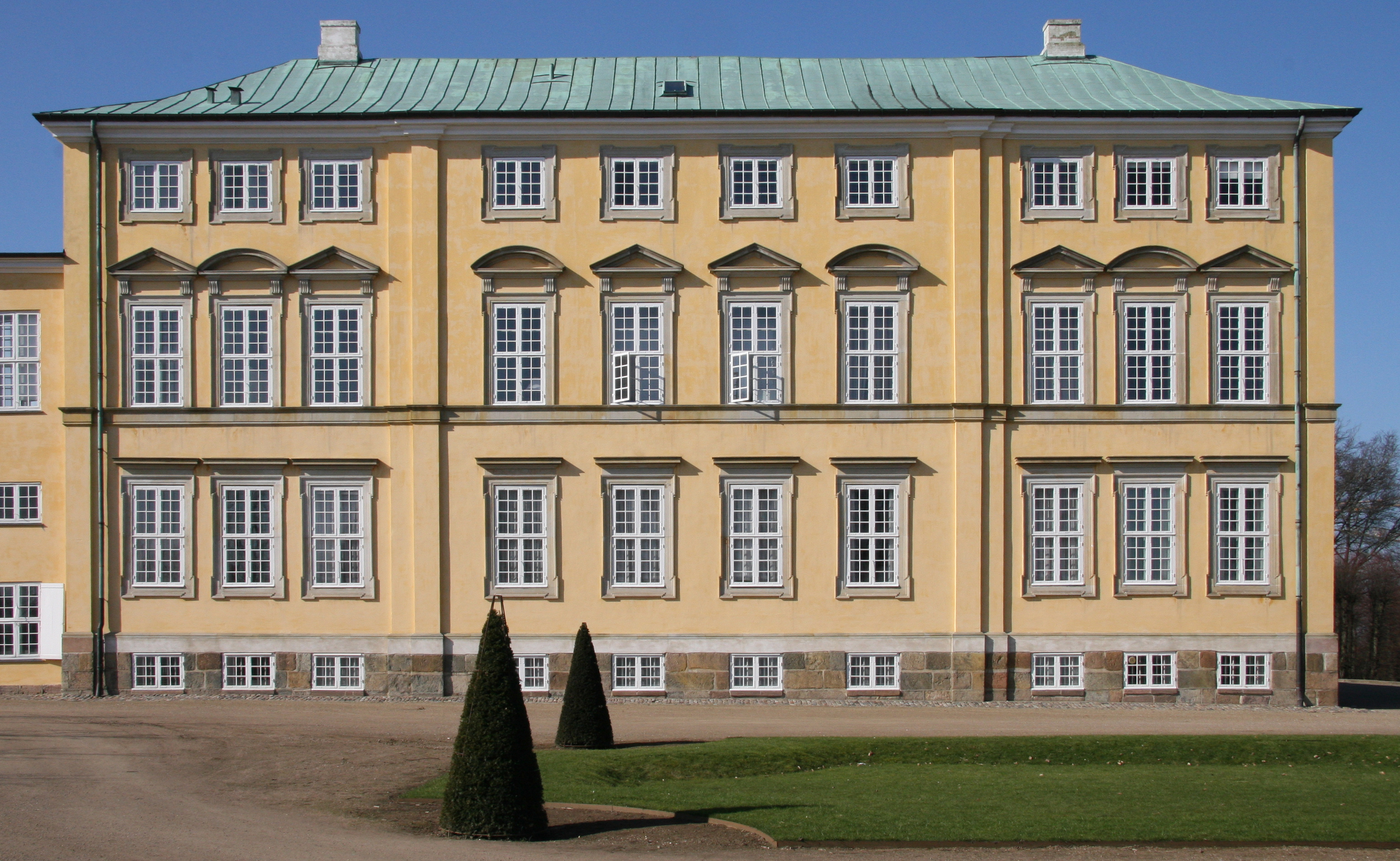
Frederiksberg Slotskirke

ist eine Kirchspielsgemeinde (dän.: Sogn)
in der Stadt Frederiksberg im Nordosten der dänischen Insel Sjælland.
Bis 1970 gehörte sie zur Harde Sokkelund Herred im damaligen Københavns Amt, danach zur amtsfreien Frederiksberg Kommune, die im Zuge der  Kommunalreform zum 1. Januar 2007 Teil der Region Hovedstaden geworden ist. Im Jahre 1982 wurde aus dem Frederiksberg Sogn das Frederiksberg Slotssogn abgespalten. 2013 wurden die beiden wieder zusammengelegt.
Von den 104.664 Einwohnern von Frederiksberg leben 16.523 im gleichnamigen Kirchspiel (Stand: 1. Januar 2023). Im Kirchspiel liegen die Kirchen „Frederiksberg Kirke“ und „Frederiksberg Slotskirke“ (dt.: Schlosskirche Frederiksberg).
Nachbargemeinden sind im Westen Flintholm Sogn, im Nordwesten Lindevang Sogn, im Norden Solbjerg Sogn und im Osten Sankt Markus Sogn, ferner in der Frederiksberg umgebenden København Kommune (dt.: Kopenhagen) im Südosten Apostelkirkens Sogn und Sankt Matthæus Sogn, im Süden Kristkirkens Sogn und Valby Sogn und im Südwesten Timotheus Sogn.

## Persönlichkeiten
- Torben Wolff (1919–2017), Zoologe
- Jens B. Rasmussen (1947–2005), Herpetologe